# Bataille de Tskhinvali
Batailles
- Bataille de Tskhinvali
- Bataille de la Vallée de Kodori
- Bataille des côtes d'Abkhazie
- Raids sur Poti
- Prise de Gori
- Opération Assured Delivery

La bataille de Tskhinvali est livrée du 8 au 10 août 2008, pendant la Deuxième Guerre d'Ossétie du Sud. Engagement militaire majeur du conflit, elle oppose les forces géorgiennes d'un côté aux Sud-Ossètes et aux Forces armées de la fédération de Russie.

## Ordre de bataille

### Géorgie
- 4e brigade d'infanterie mécanisée.
- 2e et 3e brigades d'infanterie mécanisée en soutien de la 4e brigade.
- Bataillon de chars autonome de l'armée géorgienne.
- Brigade d'artillerie de l'armée géorgienne.

### Russie et Ossétie du Sud
Initialement, les Russes et les Ossétes disposent des unités suivantes :
- 600 soldats chargés du maintien du cessez-le-feu du 135e régiment d'infanterie mécanisée de la 58e armée ;
- Milice sud-osséte (environ 2 500 hommes avant la guerre).

Les renforts russes, arrivés le soir du 9 août, sont constitués des unités suivantes, :
- Deux autres bataillons du 135e régiment d'infanterie mécanisée de la 58e armée ;
- 503e et 699e régiments d'infanterie mécanisée de la 19e division d'infanterie mécanisée ;
- 70e et 71e régiments d'infanterie mécanisée de la 42e division d'infanterie mécanisée ;
- 104e et 234e régiments parachutistes de la 76e division d'assaut aéroportée de la Garde ;
- Unités du GRU :
  - 45e régiment de reconnaissance,
  - 10e et 22e brigades Spetsnaz,
  - Une compagnie du bataillon spécial Vostok et une autre du bataillon spécial Zapad de la 42e division d'infanterie mécanisée.

## Déroulement
La bataille commence dans la nuit du 7 au 8 août 2008 alors que s'ouvrent les Jeux olympiques de Pékin par une attaque surprise de la 4e brigade d'infanterie mécanisée géorgienne, soutenue des 2e et 3e brigades. L'offensive est soutenue par des salves d'artillerie et de lance-roquettes multiples. Les Géorgiens progressent ainsi rapidement vers Tskhinvali.
Le bombardement de la ville détruit la caserne des soldats russes de la force de maintien de la paix et de nombreux bâtiments. Les soldats russes subissent des pertes, mais résistent.
Le 9 août, les Géorgiens continuent leurs progression jusqu'à l'arrivée des renforts russes le soir. La position géorgienne devient rapidement intenable. Leurs forces, environ 12 000 hommes, doivent désormais faire face à presque autant de soldats russes et ossètes tout en subissant de violentes attaques aériennes sur leurs arrières depuis deux jours.
Après de violents combats dans le sud de la ville, le repli géorgien vers Gori se transforme vite en déroute avec abandon des armes et des munitions. Une centaine de blindés sera ainsi capturée intacte par les Russes qui ont également détruit une soixantaine de chars géorgiens.

## Résultats de l'enquête indépendante sur le conflit
Une commission d’enquête indépendante et internationale, missionnée par l’Union européenne, sur les causes du conflit d’août 2008 a rendu son rapport final le 30 septembre 2009. Cette commission, dirigée par la diplomate suisse Heidi Tagliavini et composée d’une trentaine d’experts (diplomates, militaires, historiens et juristes), a jugé que Tbilissi avait déclenché le conflit, mais que Moscou avait répliqué de façon excessive.

## Galerie de photos

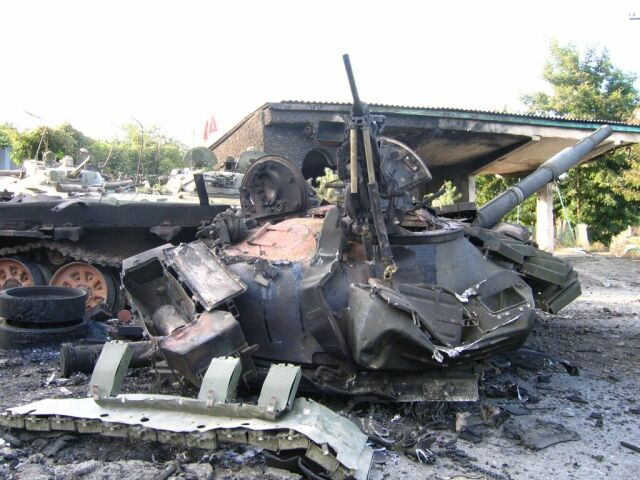
Char géorgien détruit durant la bataille
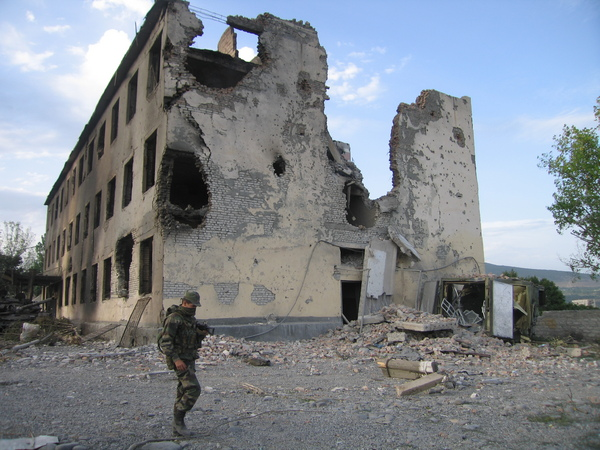
Soldat russe dans les ruines de la ville après la bataille
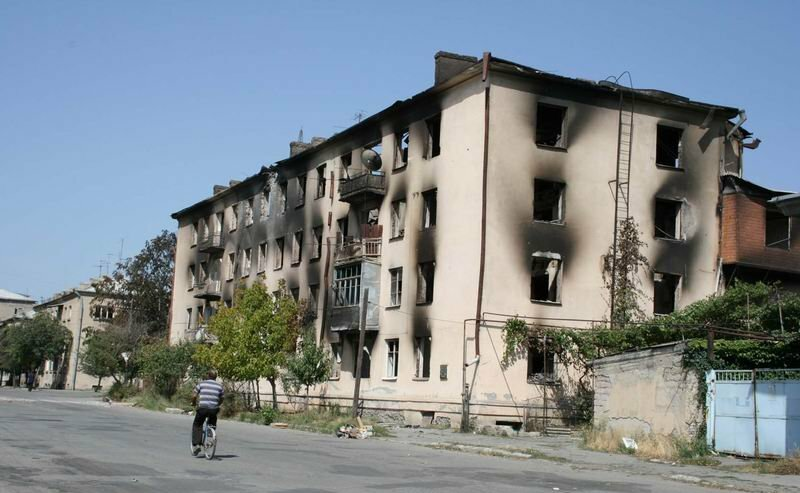
Destructions à Tskhinvali